# The Longcut
The Longcut ist eine britische Rock-Band aus Manchester.

## Geschichte
The Longcut wurde 2002 gegründet. Die Debüt-EP Transition erschien 2004, die EP A Quiet Life kam im folgenden Jahr heraus. Das erste Album A Call And Response erschien 2006, es wurde sowohl von The Sun wie vom New Musical Express zu den 50 besten Alben des Jahres gewählt. Ende des Jahres begleiteten sie The Charlatans als Vorgruppe. 2007 erschien die EP Idiot Check, das zweite Album Open Hearts wurde 2009 veröffentlicht.
Der Sound der Gruppe wird wie folgt beschrieben:

“From Sonic Youth skronk to rocket fuelled punk-dance. The Longcut gave us all this and more.”

„Von Sonic Youth Skronk (dissonante, Avantgarde Musik) bis raketenbetriebener Punk-Dance. The Longcut gab uns das alles und mehr.“

Im April 2018 erschien mit Arrows das dritte Album der Band.

## Besetzung
- Stuart Ogilvie: Gesang, Schlagzeug, Keyboard
- Lee Gale: Gitarre
- Jon Fearon: Bass

## Diskografie

### Alben
- 2006: A Call And Response
- 2009: Open Hearts
- 2018: Arrows

### Singles und EPs
- 2004: Transition
- 2005: A Quiet Life
- 2005: The Longcut
- 2006: A Tried And Tested Method
- 2006: Vitamin C
- 2007: Idiot Check
- 2010: Broken Hearts